# Hovione
A Hovione é uma empresa química fina portuguesa, fundada em 1959 por Ivan Villax, investigador químico, empenhada no desenvolvimento de tetraciclinas e corticosteroides anti-inflamatórios. O sucesso da investigação, financiada pelo recurso das multinacionais às suas patentes e pela produção e exportação à escala piloto, permitiu à Hovione passar para uma nova fase de desenvolvimento: em 1969, nos arredores de Lisboa, em Loures, construindo a primeira fábrica que trouxe novas capacidades, abrindo caminho à Hovione para aumentar e garantir um lugar de primeiro plano no mercado mundial dos princípios activos farmacêuticos.
A Hovione  investiga e desenvolve novos processos químicos e dispositivos médicos e produz princípios activos para a indústria farmacêutica mundial. Nas últimas décadas, a Hovione tem apostado no desenvolvimento do processo químico e de produção industrial de novos fármacos, nomeadamente com substâncias activas para inalação, inaladores de pó seco, engenharia de partículas e formulações para inalação.

## História

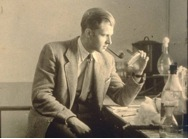
Ivan Villax - 1950

A Hovione é uma multinacional portuguesa com presença e actividade a nível mundial. Tem actualmente cinco fábricas em, Portugal (1969), Macau (1986), Nova Jérsia (2001) expandida em 2016, Taizhou na China (2008) e Cork, Irlanda (2009) tem mais de 1300m3 de capacidade de produção. Todas fábricas da Hovione são inspecionadas pelo FDA, EMA e PMDA.
A Hovione produz tetraciclinas, corticosteroides e meios de contraste que fazem parte do portefólio de produtos genéricos. A outra área de negócio é focada em projectos exclusivos:
- Desenvolvimento e produção de princípios ativos
- Engenharia de Partículas: manipulação de propriedades físicas
- Desenvolvimento de formulação para inalação

## Investigação e Desenvolvimento
A Hovione é um dos maiores investidores em Investigação e Desenvolvimento (I&D) na indústria Farmacêutica Portuguesa e o maior empregador privado de doutorados em Portugal. É em Portugal que leva a cabo as suas actividades de investigação e desenvolvimento, nas quais emprega mais de duas centenas de técnicos e cientistas. Em 2016, lançou o Programa "9oW", desafiando a comunidade académica a resolver desafios tecnológicos.